# Abdul Rehman (bokser)
Abdul Rehman (ur. 14 kwietnia 1938) – pakistański bokser.
Uczestniczył w Letnich Igrzyskach Olimpijskich, w 1964 roku, odpadł w ćwierćfinale w wadze ciężkiej po przegranej walce z Hansem Huberem.